# Monika Ertl
Monika Ertl (* 7. August 1937 in München; † 12. Mai 1973 in Bolivien) war eine deutschstämmige Angehörige des bewaffneten politischen Untergrunds in Bolivien. Sie wurde in Deutschland als „Che Guevaras Rächerin“ bekannt.

## Leben
Monika Ertl wuchs in Deutschland auf. Ihr Vater war Hans Ertl, der Anfang der 1930er Jahre zunächst als Bergsteiger bekannt wurde, dann Chefkameramann bei den von der NS-Filmemacherin Leni Riefenstahl gedrehten Olympia-Filmen war und während des Zweiten Weltkrieges für Die Deutsche Wochenschau an verschiedenen Kriegsschauplätzen filmte. Als ihr Vater Schwierigkeiten mit seiner Entnazifizierung bekam, wanderte er 1948 nach Bolivien aus. 1953 folgte ihm die Familie nach. Monika Ertl begleitete ihren Vater auf Urwald- und Filmexpeditionen; bei seinem Film Hito-Hito (1958) über ein vom Aussterben bedrohtes indigenes Volk wirkte sie als Kameraassistentin mit.
Ertl heiratete 1958 den deutsch-bolivianischen Ingenieur Hans Harjes. Nach dem Scheitern der Ehe Mitte der 1960er Jahre begann sie, sich sozial zu engagieren und kam so in Kontakt zur linksrevolutionären Guerillaorganisation Ejército de Liberación Nacional (ELN, deutsch: Nationale Befreiungsarmee). Die ELN befand sich nach dem Tod Che Guevaras 1967 in einer Wiederaufbauphase. Zunächst beteiligte Ertl sich eher passiv am Kampf gegen die Militärregierung. So gewährte sie beispielsweise den überlebenden Kämpfern von Guevaras gescheitertem Aufstand und anderen Verfolgten der Militärregierung Unterschlupf, insbesondere den Brüdern „Chato“ und „Inti“ Peredo, die Guevaras Nachfolger in der Führung der ELN waren. Ertl wurde unter ihren Kampfnamen „La Gringa“ und „Juana“ mit ihrem Organisationstalent zu einer der wichtigsten Führungspersonen der Organisation. Im November 1969 bat sie ihren Vater, der abgelegen im Dschungel in der Nähe der bolivianischen Kleinstadt Concepción eine Farm betrieb, der ELN zu gestatten, sein Grundstück als Trainingscamp zu nutzen; Hans Ertl lehnte jedoch aus Angst vor staatlicher Verfolgung ab. Als Monika Ertls Auto bei einem Banküberfall zur Geldbeschaffung der ELN als Fluchtwagen erkannt wurde, wurde sie ab 1970 polizeilich in Bolivien gesucht.
Allem Anschein nach ermordete Monika Ertl am 1. April 1971 den Konsul Roberto Quintanilla Pereira im bolivianischen Generalkonsulat in Hamburg; die Täterschaft Ertls konnte jedoch nie restlos bewiesen werden. Die bolivianische Regierung erklärte am 2. Juli 1972, die Tat sei von Monika Ertl ausgeführt worden, und schrieb für ihre Ergreifung eine Belohnung in Höhe von 20.000 Dollar aus. Die Hamburger Staatsanwaltschaft ließ Ertl zwar per Interpol suchen, schloss den Fall aber letztlich als ungelöst ab. Eine Frau hatte Quintanilla mit drei Schüssen getötet und am Tatort einen Zettel mit den Worten „Victoria o Muerte (Sieg oder Tod)! ELN“ hinterlassen. Die Täterin, die unmittelbar nach der Tat in ein Handgemenge mit der Ehefrau des Opfers geraten war und dabei ihre Perücke und die Tatwaffe verloren hatte, hatte vom Tatort fliehen können. Bei der Tatwaffe handelte es sich um einen Colt Cobra .38 Special aus dem Besitz des italienischen Verlegers Giangiacomo Feltrinelli, der sich damals im politischen Untergrund befand. Das Opfer des Anschlags war der ehemalige bolivianische Geheimdienstchef, der nach Ansicht der ELN verantwortlich war für die Folter und Hinrichtung etlicher Untergrundkämpfer, insbesondere für die Tötung der ehemaligen ELN-Anführer Che Guevara und Inti Peredo. Quintanilla war bei den Anhängern der ELN auch deshalb besonders verhasst, weil er den Befehl gegeben haben soll, dem getöteten Che Guevara als Beweis für seinen Tod die Hände abzuhacken.
Ertl plante 1972 zusammen mit Régis Debray, Gustavo Sánchez Salazar sowie Beate und Serge Klarsfeld, den ehemaligen SS-Chef von Lyon Klaus Barbie zu entführen, der unter dem falschen Namen „Klaus Altmann“ in Bolivien lebte und für das bolivianische Innenministerium arbeitete. Geplant war, Klaus Barbie über Chile nach Frankreich zu bringen, um ihn dort vor Gericht zu stellen. Damit wollte man einen gefährlichen Berater des Polizeiapparates ausschalten und gleichzeitig eine geistige Verbindung zwischen dem antifaschistischen Kampf der ELN und der französischen Résistance der Zeit des Zweiten Weltkriegs herstellen. Der Entführungsversuch scheiterte jedoch. Barbie arbeitete 1966 für den westdeutschen Bundesnachrichtendienst (BND) und schrieb auch Berichte über Monika Ertl.
Anfang 1972 kehrte Ertl nach Bolivien zurück. Am 12. Mai 1973 wurde Ertl von bolivianischen Sicherheitskräften erschossen. Régis Debray behauptete, dass die ihr gestellte tödliche Falle von Klaus Barbie organisiert worden sei, obwohl er dies nicht beweisen könne. Ertls Leichnam wurde fotografiert und an unbekanntem Ort begraben. Da ihr Leichnam nicht ihrer Familie übergeben wurde, kann weder bewiesen noch widerlegt werden, dass sie vor ihrem Tod gefoltert wurde. Folterungen waren alltägliche Praxis im Umgang südamerikanischer Diktaturen mit politischen Feinden.

## Rezeption
Der Dokumentarfilm „Gesucht: Monika Ertl“ (1988) von Christian Baudissin befasst sich mit dem Leben der Untergrundkämpferin.
Das Doku-Hörspiel Monika La Guerrillera (2017) von Tom Noga schildert Episoden ihres Lebens.